# Reggie Jackson (Basketballspieler, 1990)
Reginald Shon „Reggie“ Jackson (* 16. April 1990 in Pordenone, Italien) ist ein US-amerikanischer Basketballspieler, der derzeit in der NBA für die Philadelphia 76ers aufläuft.

## Laufbahn

### Jugend und College
Jackson wurde 1990 im italienischen Pordenone geboren, da sein Vater zu dieser Zeit im nahegelegenen Aviano als Soldat stationiert war. Dort wuchs er bis zu seinem fünften Lebensjahr auf, bevor er mit seinen Eltern zunächst nach England und schließlich in die  Vereinigten Staaten zog.
Zwischen 2008 und 2011 besuchte Jackson, nachdem er in Colorado Springs die High School abgeschlossen hatte, das Boston College. Bei den Boston Eagles fungierte er zunächst als Ersatzspieler für Tyrese Rice und erreichte mit der Mannschaft das NCAA-Division-I-Basketball-Championship-Turnier.
Nach dem Abgang von Rice 2009 entwickelte sich Jackson zum Führungsspieler der Mannschaft und wurde 2011 schließlich ins All-ACC First Team gewählt. Im NBA-Draft 2011 wählten ihn die Oklahoma City Thunder an 24. Stelle aus.

### NBA-Karriere
In der NBA tat sich Jackson zunächst schwer. Für die auf der Position des Aufbauspielers mit Russell Westbrook bereits prominent besetzte Mannschaft kam er wenig zum Einsatz und lieferte schwache Wurfquoten ab. Im März sowie Dezember 2012 absolvierte er in der NBA Development League insgesamt vier Spiele für die Tulsa 66ers. 

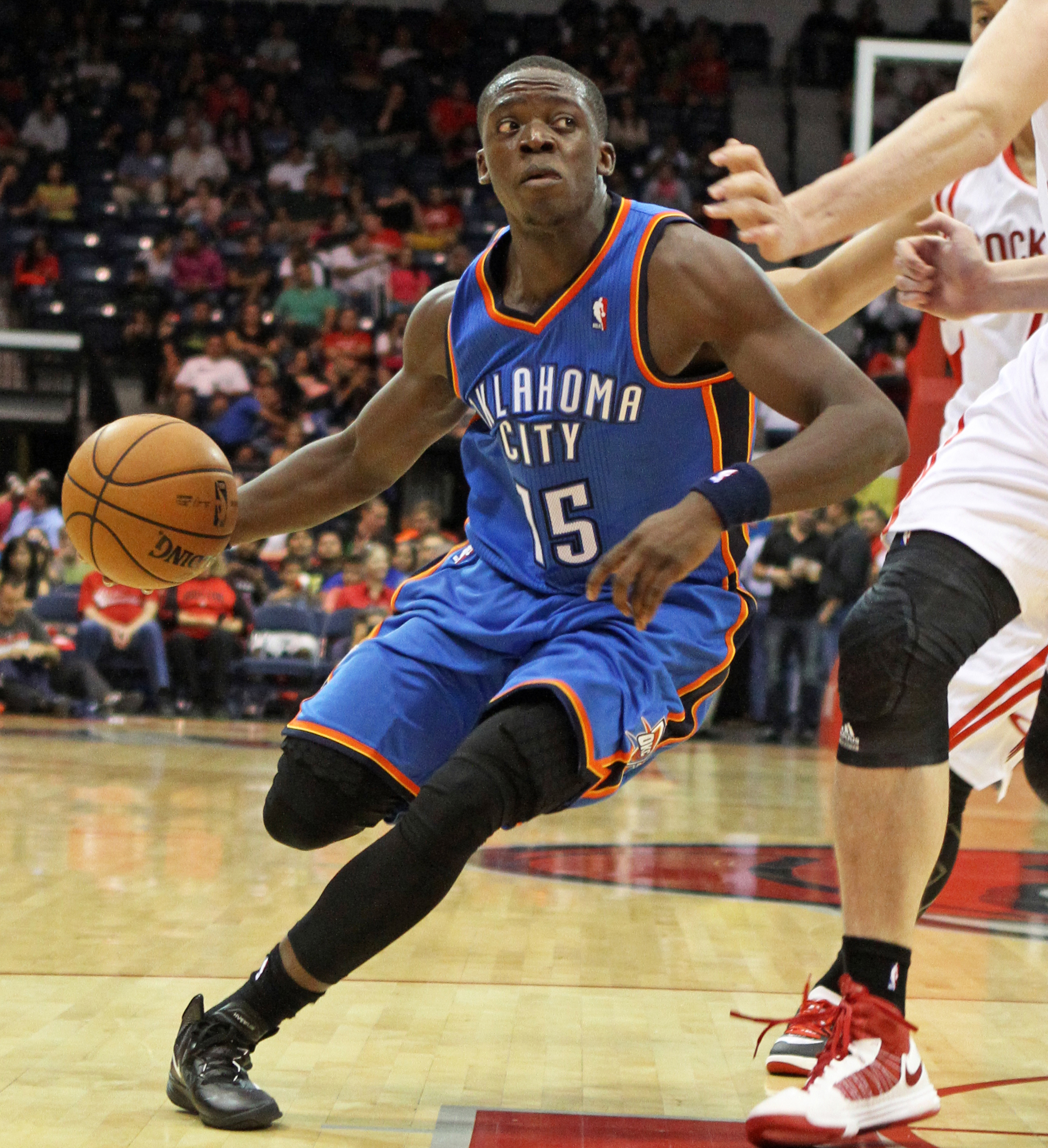
Jackson im Trikot der Oklahoma City Thunder

Sein Leistungsniveau steigerte sich jedoch im Verlauf der Saison 2012/13, und als sich Westbrook während der Play-offs verletzte, übernahm Jackson dessen Rolle als Stammspieler auf der Point-Guard-Position. Zwar konnte er Westbrook nicht gleichwertig ersetzen und Oklahoma City schied in der Halbfinalserie der Western Conference gegen die Memphis Grizzlies aus, dennoch zeigte Jackson das Potenzial, sich in Nachfolge von James Harden und Kevin Martin als der nächste Sixth Man der Mannschaft zu etablieren.
Im Februar 2015 wechselte Jackson zu den Detroit Pistons. Am 18. Februar 2020 einigte er sich mit den Pistons auf die Trennung. Hierdurch wurde für Jackson der Weg frei, sich dem Titelaspiranten Los Angeles Clippers anzuschließen. Er spielte bis Februar 2023 für die Kalifornier und wurde dann im Tausch gegen Mason Plumlee an die Charlotte Hornets abgegeben. Jackson spielte jedoch nicht für Charlotte. Man trennte sich, indem Jackson auf einen Teil seines vertraglich zugesicherten Gehalts verzichtete, eine Abstandssumme ausgezahlt bekam und die Möglichkeit erhielt, sich einer anderen Mannschaft anzuschließen. Mitte Februar 2023 nahmen die Denver Nuggets Jackson unter Vertrag. Er gewann mit der Mannschaft im selben Jahr den NBA-Meistertitel. Für Denver spielte er bis zum Ende der Saison 2023/24. Im Sommer 2024 kam Jackson im Zuge eines Tauschgeschäfts zu den Charlotte Hornets, wurde von dort jedoch an die Philadelphia 76ers abgegeben.

## Karriere-Statistiken

### NBA

#### Hauptrunde
| Saison  | Team                    | GP  | GS  | MPG  | FG % | 3P % | FT % | RPG | APG | SPG | BPG | PPG  |
| ------- | ----------------------- | --- | --- | ---- | ---- | ---- | ---- | --- | --- | --- | --- | ---- |
| 2011–12 | Oklahoma City           | 45  | 0   | 11.1 | .321 | .210 | .862 | 1.2 | 1.6 | 0.6 | 0.0 | 3.1  |
| 2012–13 | Oklahoma City           | 70  | 0   | 14.2 | .458 | .231 | .839 | 2.4 | 1.7 | 0.4 | 0.2 | 5.3  |
| 2013–14 | Oklahoma City           | 80  | 36  | 28.5 | .440 | .339 | .893 | 3.9 | 4.1 | 1.1 | 0.1 | 13.1 |
| 2014–15 | Oklahoma City / Detroit | 77  | 40  | 29.5 | .434 | .299 | .830 | 4.2 | 6.0 | 0.8 | 0.1 | 14.5 |
| 2015–16 | Detroit                 | 79  | 79  | 30.7 | .434 | .353 | .864 | 3.2 | 6.2 | 0.7 | 0.1 | 18.8 |
| 2016–17 | Detroit                 | 52  | 50  | 27.4 | .420 | .359 | .868 | 2.2 | 5.2 | 0.7 | 0.1 | 14.5 |
| 2017–18 | Detroit                 | 45  | 45  | 26.7 | .426 | .308 | .836 | 2.8 | 5.3 | 0.6 | 0.1 | 14.6 |
| 2018–19 | Detroit                 | 82  | 82  | 27.9 | .421 | .369 | .864 | 2.6 | 4.2 | 0.7 | 0.1 | 15.4 |
| 2019–20 | Detroit / L.A. Clippers | 31  | 16  | 24.0 | .411 | .393 | .833 | 3.0 | 4.1 | 0.4 | 0.2 | 11.9 |
| 2020–21 | L.A. Clippers           | 67  | 43  | 23.0 | .450 | .433 | .817 | 2.9 | 3.1 | 0.6 | 0.1 | 10.7 |
| 2021–22 | L.A. Clippers           | 75  | 75  | 31.2 | .392 | .326 | .847 | 3.6 | 4.8 | 0.7 | 0.2 | 16.8 |
| 2022–23 | L.A. Clippers / Denver  | 68  | 40  | 24.4 | .411 | .333 | .910 | 2.1 | 3.4 | 0.7 | 0.1 | 10.2 |
| 2023–24 | Denver                  | 82  | 23  | 22.2 | .431 | .359 | .806 | 1.9 | 3.8 | 0.5 | 0.2 | 10.2 |
| Gesamt  | Gesamt                  | 853 | 529 | 25.2 | .424 | .345 | .854 | 2.8 | 4.2 | 0.7 | 0.1 | 12.6 |

#### Play-offs
| Saison  | Team          | GP | GS | MPG  | FG % | 3P % | FT %  | RPG | APG | SPG | BPG | PPG  |
| ------- | ------------- | -- | -- | ---- | ---- | ---- | ----- | --- | --- | --- | --- | ---- |
| 2012–13 | Oklahoma City | 11 | 9  | 33.5 | .479 | .302 | .897  | 4.9 | 3.6 | 0.5 | 0.5 | 13.9 |
| 2013–14 | Oklahoma City | 19 | 4  | 27.9 | .466 | .396 | .886  | 3.8 | 2.4 | 0.3 | 0.2 | 11.1 |
| 2015–16 | Detroit       | 4  | 4  | 36.8 | .455 | .167 | 1.000 | 3.3 | 9.3 | 1.5 | 0.5 | 14.3 |
| 2018–19 | Detroit       | 4  | 4  | 27.0 | .431 | .429 | .857  | 3.3 | 7.0 | 0.8 | 0.0 | 17.8 |
| 2019–20 | L.A. Clippers | 12 | 1  | 14.2 | .438 | .531 | —     | 1.8 | 0.9 | 0.2 | 0.1 | 4.9  |
| 2020–21 | L.A. Clippers | 19 | 17 | 32.7 | .484 | .408 | .878  | 3.2 | 3.4 | 0.9 | 0.2 | 17.8 |
| 2022–23 | Denver        | 6  | 0  | 3.0  | .500 | .500 | —     | 0.3 | 0.3 | 0.2 | 0.0 | 0.5  |
| 2023–24 | Denver        | 12 | 0  | 9.8  | .333 | .348 | 1.000 | 1.3 | 1.0 | 0.2 | 0.1 | 3.5  |
| Gesamt  | Gesamt        | 87 | 39 | 23.9 | .460 | .389 | .890  | 2.9 | 2.8 | 0.5 | 0.2 | 10.7 |